# غونتر فيلكه
غونتر فيلكه (بالألمانية: Günther Wilke)‏ هو كيميائي ألماني، ولد في 23 فبراير 1925 في هايدلبرغ في ألمانيا، وتوفي في 9 ديسمبر 2016.